# 매체의 효과성 논쟁
매체 논쟁(媒體論爭) 또는 매체의 효과성 논쟁(媒體의效果性論爭)은 교육에서 매체가 효과성이 있는지에 관한 논쟁이다. 1985년 리처드 클라크와 쿨릭의 논쟁을 1차 논쟁, 1994년 리처드 클라크와 로버트 코즈마의 논쟁을 2차 논쟁이라 한다.

## 1차 논쟁
- 클락은 매체는 그 자체로 효과를 갖지 않으며 전달수단에 불과하다고 주장했다. 매체적 특성보다는 수업 전략, 교수 요인, 전달 요인 등이 결정적인 영향을 준다고 보았다.
- 쿨릭은 컴퓨터의 매체적 우수성은 인정하였다.

## 2차 논쟁
- 클락은 매체가 학습에 영향을 미치지 않을 것이라는 논문을 발표했다.

Clark, R. E. (1994). Media will never influence learning.→매체는 결코 학습에 영향을 주지 않을 것이다. ETR&D, 42(2). 21-30.
- 이에 대해 카즈마는 매체와 방법을 혼동하고 있다고 지적했다.

Kozma, R. B. (1994). Will media influence learning? Reframing the debate.→매체가 학습에 영향을 줄까? 논의 재구성하기 ETR&D, 42(2). 7-20.

## 같이 보기
- 검열